# 博落回
博落回（学名：Macleaya cordata）是罂粟科博落回属的一种多年生草本植物，广泛分布于中国秦岭-淮河以南各省及日本中部。
种名cordata意为心形的。

## 释名
博落回一名首载于《本草拾遗》：“博落回，生江南山谷。茎叶如草麻，茎中空，吹作声如博落回。折之有黄汁，药人立死，不可入口也。”（第二句中“博落回”为乐器名，亦作“簸罗回”、“簸逻迴”，即大角。）又名落回（《酉阳杂俎》）、号筒草、勃勒回（《植物名实图考长编》）、号筒杆、号筒青、滚地龙、三钱三、山梧桐等。

## 形态
高1至4米。花期6－8月，大型圆锥花序，无花瓣，果期7－10月。果实为蒴果，狭倒卵形。

## 药用
博落回全草带根入药，有大毒，只可外用，有麻醉作用，可治跌打损伤、恶疮和蜂螫伤等。由于含有多种生物碱，博落回提取物还可用为农药和抗菌消炎药。